# Urbana (Włochy)
Urbana – miejscowość i gmina we Włoszech, w regionie Wenecja Euganejska, w prowincji Padwa.
Według danych na rok 2004 gminę zamieszkiwało 2235 osób, 131,5 os./km².